# 時代祭

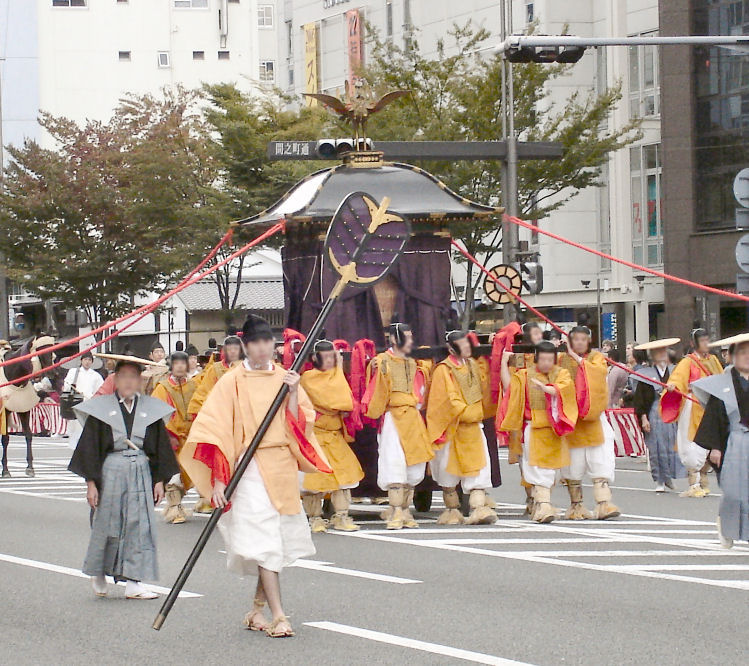

時代祭（日语：／ Jidai Matsuri）是日本京都每年舉辦的祭典，為京都三大祭（葵祭、祇園祭、時代祭）之一，每年10月22日於京都的平安神宮舉行。與葵祭和祇園祭相比，歷史較短。

## 起源
由管理與保存平安神宮文化的「平安講社」所創建的祭典，為了紀念平安遷都1100年和平安神宮創建而生的祭典。為了讓祭典更加盛大，遂有了重演以前京都的生活與風俗的想法。因為採用「時代行列」的形式，於是有了「時代祭」的稱號。
第一次的時代祭，在明治28年（1895年）10月25日舉行，當時只單純地向平安神宮參拜。從第二次開始，採用平安神宮中的祭神「桓武天皇」和「孝明天皇」與其隨從繞京都的形式。有能讓兩祭神觀看其所住的御所附近，繁榮街景之意。時代祭當天（10月22日），也是「桓武天皇」從長岡京遷都到京都的日子，可說是京都的生日。
2010年是第106回舉行。當天早上8點會舉行「神幸祭」（行香），是為將鳳輦移往京都御所的神事；9點開始，約400人的「神幸列」從平安神宮往京都御所出發。
時代祭再現了從平安時代到明治維新期間的京都，忠實的再現古時的裝束。正午開始，約2000人的行列從京都御所建禮門前出發，前頭隊伍約2點半到達平安神宮。此行列包含了8個時代。一開始是明治維新，接續著是江戶、安土桃山、室町、吉野、鎌倉、藤原、延曆。

## 行列的編成

### 明治維新時代
1. 維新勤王隊列
2. 維新志士列
3. 七卿落

### 江戸時代
1. 徳川城使洛列
2. 江戸時代婦人列

### 安土桃山時代
1. 豐公参朝列
2. 織田公上洛列

### 室町時代
1. 室町幕府執政列‘室町洛中風俗列

### 吉野時代
1. 楠公上洛列
2. 中世婦人列（鎌倉 ・室町時代）

### 鎌倉時代
1. 城南流鏑馬列

### 藤原時代
1. 藤原公卿参朝列
2. 平安時代婦人列

### 延暦時代
1. 延暦武官行進列
2. 延暦文官参朝列

### 神幸列
1. 神饌講社列
2. 前列
3. 神行列
4. 白川女献花列
5. 弓箭組列

## 外部連結
- （日語）平安神宮
- （日語）京都新聞社 （页面存档备份，存于）
- （日語）京都市觀光協會 （页面存档备份，存于）

| 京都三大祭典                             |
| ---------------------------------------- |
| 葵祭(5月) \| 祇園祭(7月) \| 時代祭(10月) |